# Hans Hermann (Komponist)

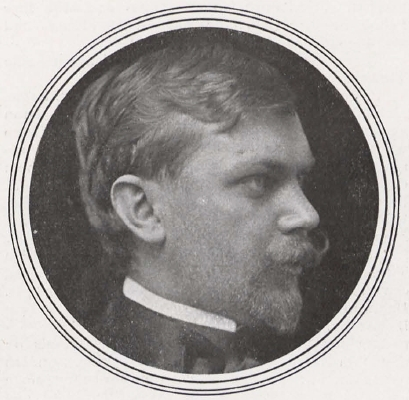
Porträt des Hans Hermann, um 1901 aufgenommen

Hans Hermann (* 17. August 1870 in Leipzig; † 18. Mai 1931 in Berlin) war ein deutscher Komponist, der sich vor allem auf Liederkompositionen festgelegt hatte, Kontrabassist und Pädagoge.

## Leben
Hans Hermann lernte von 1884 bis 1886 an der Städtischen Musikschule in Zschopau unter Franz Woldert die Fächer Tuba und Kontrabass, studierte bei Wilhelm Rust, Edmund Kretschmer und Heinrich von Herzogenberg und wirkte von 1888 bis 1893 als Kontrabassist in verschiedenen Orchestern in Deutschland. Von 1901 bis 1907 war er als Lehrer am Berliner Klindworth-Scharwenka-Konservatorium tätig; danach lebte er als freischaffender Komponist in Dresden und ab 1927 wieder in Berlin. Er schuf vor allem Lieder und Kammermusik, die von bedeutenden Interpreten und Interpretinnen seiner Zeit gesungen wurden wie Lilian Sanderson, Lilli Lehmann oder Karl Mayer.
Der Musikwissenschaftler Hermann Kretzschmar charakterisierte die Art seiner Kompositionen wie folgt: „Hans Hermanns Wert liegt in seinem Talent für den Entwurf, für geschlossene Führung großer breiter Formen, für klare und imposante Gruppierung, sowie in der eigenen Mischung von Munterkeit, Frohsinn mit großem und leidenschaftlichen Gefühl.“
Seine letzte Ruhestätte fand er nach Umbettung auf dem Südwestkirchhof Stahnsdorf.
Ernst Freiherr von Wolzogen hat ihm 1914 mit seinem Roman „Peter Karn – Leben, Lieben und Leiden eines deutschen Musikanten“ (Engelhorn Verlag Stuttgart) ein literarisches Denkmal gesetzt.

## Werke (Auswahl)
- Lieder
  - Salome
  - Drei Wanderer
  - Alte Landsknechte

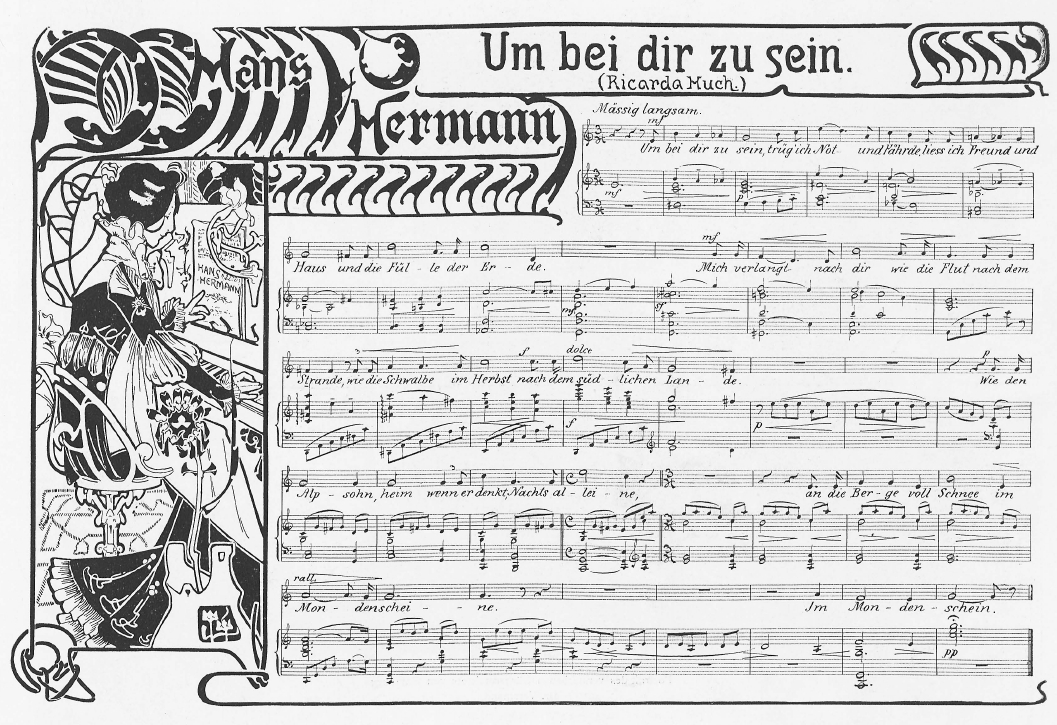
Schön gestaltetes Notenblatt zu dem Lied Um bei dir zu sein nach Text von Ricarda Huch

  - Sinnsprüche des Omar Khajjam, op. 60
- Zwei Streichquartette (g-Moll, C-Dur)
- Singspiele
  - Das Urteil des Midas, Berlin 1904
  - Der rote Pimpernell
- Symphonie in d-Moll